# 乔丹·克兰斯顿
乔丹·克兰斯顿（英語：Jordan Christopher Cranston，1993年1月11日—）是威爾斯的職業足球運動員，司職後衛，現效力於英格蘭足球乙級聯賽球會諾士郡。